# 巴姆斯特德山
巴姆斯特德山（英語：Mount Bumstead）是南極洲的山峰，位於杜費克海岸，屬於格羅夫納山脈的一部分，海拔高度2,990米，在1929年11月由美國探險隊發現，現時由南極條約體系管理。